# Ernst Schindlbacher
Ernst Schindlbacher (* 28. Februar 1938 in Diemersdorf, Gemeinde Mariahof, Steiermark) ist ein ehemaliger österreichischer Politiker (ÖVP) und Landwirt. Schindlbacher war von 1986 bis 1990 sowie von 1993 bis 1994 Abgeordneter zum Nationalrat.
Schindlbacher besuchte nach der Pflichtschule die landwirtschaftliche Fachschule in Töscheldorf (Kärnten) und maturierte 1958 an der Höheren Bundeslehranstalt für alpenländische Landwirtschaft. Er war in der Folge von 1959 bis 1962 als Betriebsberater bei der Bezirkskammer für Land- und Forstwirtschaft in Mürzzuschlag tätig und arbeitete ab 1962 als selbstständiger Landwirt. 1992 wurde ihm der Berufstitel Ökonomierat verliehen. 
Schindlbacher war von 1970 bis 1980 Gemeinderat in Neumarkt und hatte zudem von 1965 bis 1971 das Amt des Ortsgruppenobmann der ÖVP Neumarkt inne. Er wurde 1980 zum Hauptbezirksobmann des Steirischen Bauernbundes im Bezirk Murau gewählt und war ab 1986 Hauptbezirksparteiobmann der ÖVP Murau. Zudem hatte er von 1976 bis 1981 die Funktion eines Kammerrats der Landeskammer für Land- und Forstwirtschaft für die Steiermark inne und war zwischen 1981 und 1989 als Obmann der Bezirkskammer für Land- und Forstwirtschaft Murau aktiv. Schindlbacher vertrat die ÖVP zwischen dem 17. Dezember 1986 und dem 4. November 1990 sowie vom 2. November 1993 bis zum 6. November 1994 im Nationalrat.
Schindlbacher war zudem Obmann der Raiffeisenbank Neumarkt – Scheifling und Vorstandsmitglied der LG Oberes Murtal.

## Auszeichnungen
- Goldenes Ehrenzeichen des Landes Steiermark[1]